# 泰國拳戰舞

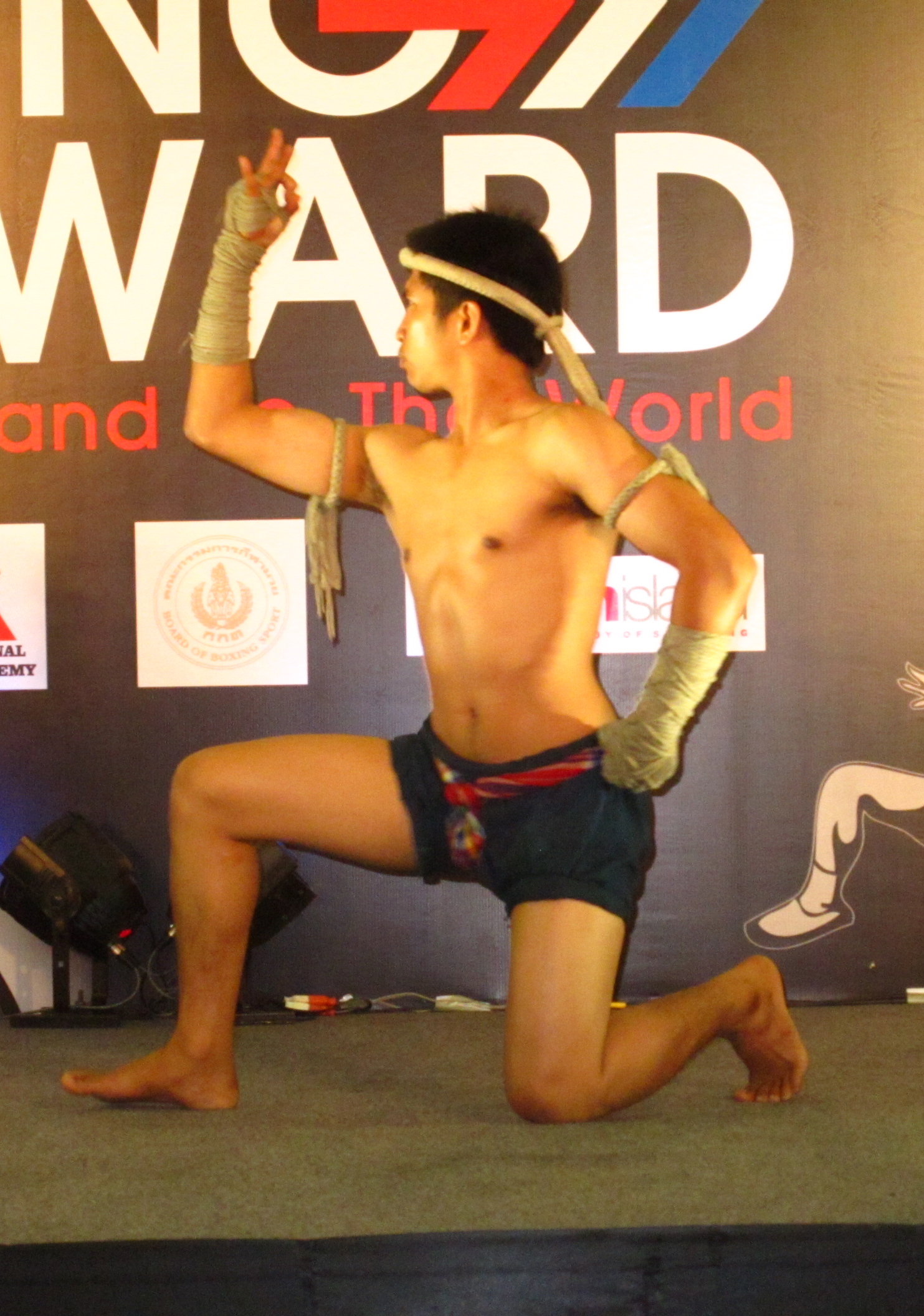
古泰拳中的戰舞

泰拳戰舞（泰語： ไหว้ครูรำมวย，英語：Wai Khru Ram Muay）是一種由雙方拳手在賽前展現的儀式，有許多不一樣的名稱。寮國的寮國拳、柬埔寨的Pradal Serey、馬來西亞的Tomoi都有戰舞的存在。
Wai是泰拳選手雙方用手掌碰在一起，藉以表達尊重的傳統方式；Khru則是梵語中的上師的泰文發音；Ram是泰文，意指跳傳統舞蹈；Muay指打鬥。整段話可以直譯為：戰鬥前跳舞展現對上師的尊敬。但泰國通常只會說前面幾個字，因此成為Wai Khru或Ram Muay。
Ram Muay 表現出選手對教練、父母與祖先的尊重與感激。如果是在泰國國王御覽試合，Ram Muay也表示對國王的尊重。進入擂台之後，選手以逆時針方向對擂台繞圈，並在每一個角落停下來祈禱。向每個角落鞠躬三次，代表向釋迦牟尼、羅摩、伽僧表達敬意。之後選手就開始Ram Muay。這動作有人說是源於哈奴曼。Ram Muay是一種個人儀式，從非常複雜到非常簡單都有，內容時常包括俱樂部中訓練選手的教練還有選手自身的出身背景。Ram Muay會伴隨音樂，提供選手移動時的節奏。